# Stane Žilič
Stane Žilič, slovenski telovadec, * 1897, Trbovlje, † 1980.
Žilič je za Kraljevino SHS nastopil na Poletnih olimpijskih igrah 1924 v Parizu.
Rezultati po orodju:
| disciplina                   | mesto |
| ---------------------------- | ----- |
| Skupno - posamično           | 29.   |
| Skupno - ekipa               | 4.    |
| Skok čez konja - posamično   | 39.   |
| Bradlja - posamično          | 37.   |
| Drog - posamično             | 28.   |
| Krogi - posamično            | 28.   |
| Konj z ročaji - posamično    | 38.   |
| Plezanje po vrvi - posamično | 5.    |
| Konj na šir - posamično      | 34.   |